# Boscomare
Boscomare è una frazione del comune di Pietrabruna, in provincia di Imperia. Fino al 1928 costituiva comune autonomo.

## Geografia fisica
La frazione è situata nell'alta valle del torrente San Lorenzo alle spalle del monte Croce.

## Storia
Fino al 1928 costituì un comune autonomo, prima di essere aggregato al comune di Pietrabruna.

## Monumenti e luoghi d'interesse

### Architetture religiose
- Chiesa Parrocchiale di San Bernardo. La facciata barocca, del 1797, richiama lo stile di Domenico Belmonte.
- Oratorio dell'Annunziata.
- Chiesa di San Siro presso il cimitero. Antica parrocchiale del paese, è attualmente in stato di rudere.

### Architetture militari
- Torre antibarbaresca. Oggi rimodernata e intonacata, ha perso parte del suo fascino, situata tra gli stretti carruggi del paese.

## Economia
L'economia di Boscomare è legata principalmente all'agricoltura, soprattutto alla produzione dell'olio d'oliva e alla coltivazione della lavanda.

## Infrastrutture e trasporti

### Strade
La frazione è raggiungibile attraverso la strada provinciale 46 che si distacca dalla provinciale 45 poco dopo il paese di Torre Paponi e ha termine proprio a Boscomare. Nel maggio del 2011 è stata realizzata la strada che collega la frazione direttamente al Comune Pietrabruna senza dovere quindi ridiscendere in fondovalle per poi risalire. Negli ultimi anni, inoltre è stata totalmente asfaltata, e in parte realizzata ex novo, la strada che conduce a Lingueglietta, nel comune di Cipressa.